# キルリアン写真
キルリアン写真（キルリアンしゃしん、Kirlian photography）とは、対象物に高周波・高電圧を掛けて発生させたコロナ放電による発光現象を撮影した写真のこと。
撮影時には、周波数 3 kHz 前後・電圧 30 kV 以上が用いられる。
対象物から発散する水蒸気の電離・発光現象を撮影するため、撮影対象物は水分を帯びた物体であれば生体・非生体を問わない（握り締めることにより、僅かな汗を帯びたコインでも像を得られる）。
また、真空中では水蒸気が速やかに拡散するため、像を得ることが出来ない。

## 発見

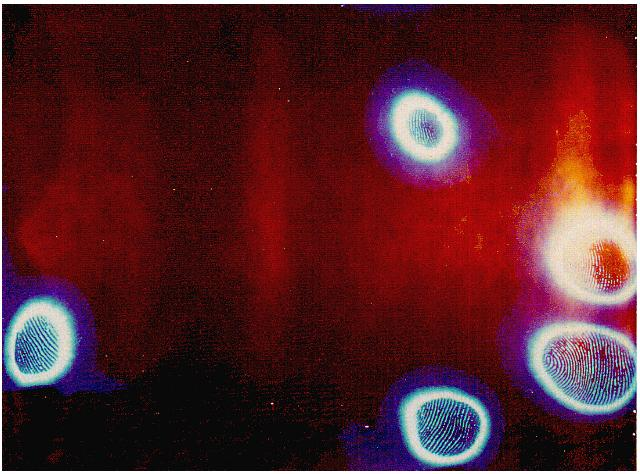
キルリアン写真で撮影した指先の跡

ニコラ・テスラはテスラコイルによる高周波を利用して、生体からのコロナ放電の像が得られる事を発見していたが、当時は特に関心を呼ばず、そのまま忘れ去られていた。
一般には1939年頃にロシア人電気技師であるセミョーン・ダヴィードヴィチ・キルリアンとヴァレンティナ・キルリアン夫妻によって取り上げられ、夫妻は生きた有機体が放つエネルギーの多彩で複雑な放出をとらえた写真として発表した。夫妻の報告によれば、「しおれた葉のまわりにある場はほとんどまったく揺らめく光を示さず」「葉が徐々に死んでいくにつれ、その自己放出もそれに見合って減少し」「葉が完全に死ぬと全く放出がなくなる」ということであり、その写真によって見出される生体エネルギーは十分な量の新鮮な食物を食べない或いは生のものを滅多に食べない動物（人間も含む）には保持できないということだった。
夫妻はこの功績により、レーニン勲章を授与された。

## その後の検証

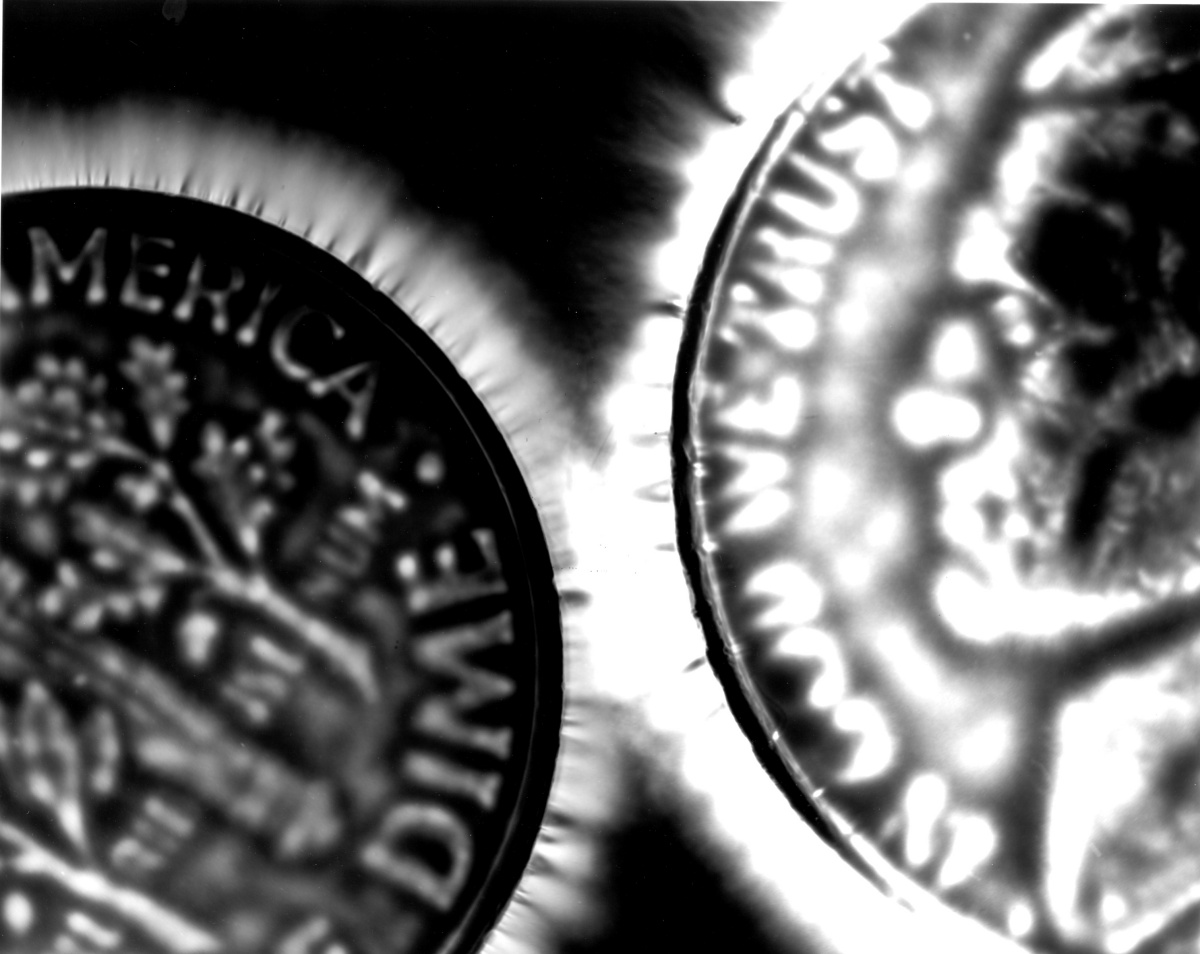
2枚のコインを写したキルリアン写真
_{キルリアン夫妻の説では有機体でないコインからはコロナが出ない筈なのに、実際には放出されている。}

著述家のリチャード・スズマンスキーは、一連のキルリアン写真を調査する中でフィルムに触れる指の表面積とそれの圧力によってコロナの大きさが変わることに気づいた。加えて科学者のジョン・ピーヘックらのチームが更に実験・検証したところ、キルリアン写真に写るコロナの大きさや形を決定付けるのは被写体の健康や気分には無関係で高電圧と湿度に拠る効果であると発表した。
なお、生体からの水蒸気発散を捉えることが出来るため、ロシアでは癌の発見に利用する研究が行われている。
切り取った木の葉を写すと元の木の葉の形が映る「ファントムリーフ現象」の実在を旧ソ連の研究者が主張しているが、再現には殆ど成功していない。切り口から元の葉と似た形に広がった水蒸気が輪郭状になるのではないかという説や、完全な形の木の葉を電極板の上で切り取ったために水分が電極板に残っているなどの説がある。

## 写真集
『オーラ!? キルリアン写真の世界』写真・谷口雅彦　実験・川口友万（双葉社）